# 地獄少女動畫集數列表
地獄少女動畫集數列表介紹日本動畫《地獄少女》，《地獄少女 二籠》和《地獄少女 三鼎》與《地獄少女 宵伽》的每集標題及其中的「委託人」和「受詛人」（詳見地獄少女）資料。

## 地獄少女
| 集數   | 原文標題                                  | 中文標題             | 委託人                                                  | 受詛人                                                      | 播放日期       |
| ------ | ----------------------------------------- | -------------------- | ------------------------------------------------------- | ----------------------------------------------------------- | -------------- |
| 第1集  |                                           | 從薄暮那方而來       | 橋本真由美 （声：植田佳奈（日）；丘梅君（台））         | 黑田亞矢 （声：川上倫子（日）；錢欣郁（台））               | 2005年 10月4日 |
| 第2集  |                                           | 被魅惑的少女         | 鷹村涼子 （声：清水愛（日）；丘梅君（台））             | 如月孝一郎 （声：一条和矢（日）；康殿宏（台））             | 10月11日       |
| 第3集  |                                           | 污穢的土墩           | 岩下大輔 （声：羽多野涉（日））                         | 花笠守 （声：杉山紀彰（日））                               | 10月18日       |
| 第4集  |                                           | 聽不到的呼叫         | 菅野純子 （声：新井美（日）；陳季霞（台））             | 本條義之 （声：子安武人（日）；曹冀魯（台））               | 10月25日       |
| 第5集  |                                           | 高塔的女人           | 田村美沙里 （声：川澄綾子（日）；鄭仁君（台））         | 海部里穗 （声：根谷美智子（日）；錢欣郁（台））             | 11月1日        |
| 第6集  |                                           | 下午的窗戶           | 安田遥 （声：齋藤千和（日）；錢欣郁（台））             | 戶高奈美子 （声：篠原惠美（日）；雷碧文（台））             | 11月8日        |
| 第7集  |                                           | 裂開的面具           | 紅彩花（委託無效） （聲：雪野五月（日）；陳季霞（台）） | 紅翠（沒有送往地獄） （聲：瀧澤久美子（日）；錢欣郁（台）） | 11月15日       |
| 第7集  | 來島薫子 （聲：井上麻里奈（日）；石采薇（台）） | 裂開的面具           | 紅彩花 （聲：雪野五月（日）；陳季霞（台））             |                                                             | 11月15日       |
| 第8集  |                                           | 寂靜的交集           | 田沼千惠 （声：松岡由貴（日）；雷碧文（台））           | 石津吾郎 （声：速水獎（日）；劉傑（台））                   | 11月22日       |
| 第9集  |                                           | 甜美的圈套           | 春日由香 （声：佐藤利奈（日）；石采薇（台））                 | 森崎伸也 （声：石井康嗣（日）；劉傑（台））                 | 11月29日       |
| 第10集 |                                           | 朋友                 | 澀谷南 （声：石毛佐和（日）；陳季霞（台））             | 赤坂詩織 （声：豐口惠（日）；錢欣郁（台））                 | 12月6日        |
| 第11集 |                                           | 斷裂的線             | 片岡雅哉 （声：小野大輔（日）；劉傑（台））             | 稻垣隆史 （声：高木涉（日）；康殿宏（台））                 | 12月13日       |
| 第12集 |                                           | 四散的碎片           | 澤井茜 （声：田中理惠（日）；鄭仁君（台））             | 深澤芳樹 （声：千葉進步（日）；劉傑（台））                 | 12月20日       |
| 第13集 |                                           | 煉獄少女             | 福元 （声：齋藤志郎（日））                             | 大河内 （於回憶出現、無配音）                               | 12月27日       |
| 第14集 |                                           | 死胡同的那方         | 桐野沙樹 （声：小林優（日））                           | 楠木亮造 （声：廣瀨正志（日））                             | 2006年 1月3日  |
| -      | 節目回顧                                  | 節目回顧             | 無                                                      | 無                                                          | 1月10日        |
| 第15集 |                                           | 島上的女人           | 湊三奈 （聲：淺野真澄（日））                           | 湊藤江 （聲：岡村明美（日））                               | 1月17日        |
| 第16集 |                                           | 流浪藝人之夜         | 由美 （聲：谷井明日香（日）；雷碧文（台））             | 由紀 （聲：矢島晶子（日）；雷碧文（台））                   | 1月24日        |
| 第17集 |                                           | 玻璃的風景           | 妮娜的人偶 （聲：南央美（日）；林美秀（台））           | 妮娜的父親（委託沒有被接受） （短暫出現、無配音）           | 1月31日        |
| 第18集 |                                           | 被束縛的少女         | 上川美紀 （声：下屋則子（日）；林美秀（台））           | 下野芽衣子 （声：（日）；鄭仁君（台））                     | 2月7日         |
| 第19集 |                                           | 新娘人偶             | 氏家祈里 （声：折笠富美子（日）；石采薇（台））               | 氏家鏡月 （声：一城美由希（日）；陳季霞（台））             | 2月14日        |
| 第20集 |                                           | 地獄少女 對 地獄少年 | 超能力☆渡邊 （声：三木真一郎（日）；陳旭昇（台））      | 吉爾・多・隆菲爾 （声：福山潤（日）；劉傑（台））           | 2月21日        |
| 第21集 |                                           | 和藹的鄰居           | 村井優子（取消委託） （声：千葉紗子（日）；石采薇（台））     | 關根良介 （声：大林隆介（日）；劉傑（台））                 | 2月28日        |
| 第22集 |                                           | 悔恨的雨             | 末次吾郎 （声：伊丸岡篤（日）；陳旭昇（台））           | 林紀子 （声：伊藤靜（日）；石采薇（台））                         | 3月7日         |
| 第23集 |                                           | 病院之光             | 身份不明的男人 （委託後服毒自殺、無配音）               | 櫻木加奈子 （声：澤城美雪（日）；雷碧文（台））             | 3月14日        |
| 第24集 |                                           | 黃昏村落             | 無                                                      | 無                                                          | 3月21日        |
| 第25集 |                                           | 地獄少女             | 無                                                      | 無                                                          | 3月28日        |
| 第26集 |                                           | 假縫                 | 柴田鶇（取消委託） （声：水樹奈奈（日）；陳季霞（台）） | 柴田一 （声：上田祐司（日）；曹冀魯（台））                 | 4月4日         |

## 地獄少女 二籠
| 集數   | 原文標題                                                                | 中文標題           | 委託人                                                                                            | 受詛人                                                                  | 播放日期       |
| ------ | ----------------------------------------------------------------------- | ------------------ | ------------------------------------------------------------------------------------------------- | ----------------------------------------------------------------------- | -------------- |
| 第1集  |                                                                         | 黑暗中的少女       | 恩田麻紀 （聲：廣橋涼（日）；董錦萍（台））                                                       | 神代瑛子 （聲：淺野麻由美（日）；石采薇（台））                               | 2006年 10月7日 |
| 第2集  |                                                                         | 泡影               | 倉吉彌生 （聲：桑島法子（日）；石采薇（台））                                                           | 犯人 （聲：中村悠一（日）；康殿宏（台））                               | 10月14日       |
| 第3集  |                                                                         | 親愛的小啟         | 坂入多惠 （聲：青木沙耶香（日）；董錦萍（台））                                                   | 花村弓枝 （聲：森永理科（日）；雷碧文（台））                           | 10月21日       |
| 第4集  |                                                                         | 秘密               | 八木澤修一 （聲：遠近孝一（日）；劉傑（台））                                                     | 翔貴 （聲：野島裕史（日）；曹冀魯（台））                               | 10月27日       |
| 第5集  |                                                                         | 魯莽的地獄行       | 山田麗音（委託後死亡） （聲：千葉一伸（日）；劉傑（台））                                         | 橋爪力也 （聲：小野坂昌也（日）；康殿宏（台））                         | 11月4日        |
| 第6集  |                                                                         | 陽光映照之地       | 新田紀和子 （聲：小林沙苗（日）；鄭仁君（台））                                                   | 杉田宏久 （聲：諏訪部順一（日）；夏治世（台））                         | 11月11日       |
| 第7集  |                                                                         | 羈絆               | 茂木惠美 （聲：真堂圭（日）；董錦萍（台））                                                       | 茂木和子 （聲：五十嵐麗（日）；雷碧文（台））                           | 11月18日       |
| 第8集  |                                                                         | 假的地獄通信       | 馬場翔子 （聲：富澤美智惠（日）；石采薇（台））                                                         | 栗山真美 （聲：恆松步（日）；雷碧文（台））                             | 11月25日       |
| 第9集  |                                                                         | 兄妹               | 須崎真帆 （聲：神田朱未（日）；董錦萍（台））                                                     | 須崎幹夫 （聲：森久保祥太郎（日）；曹冀魯（台））                       | 12月2日        |
| 第10集 |                                                                         | 曾根安娜的鬱悶假期 | 豐田八六 （聲：利根健太郎（日）；曹冀魯（台））                                                   | 根來哲郎 （聲：千葉繁（日）；劉傑（台））                               | 12月9日        |
| 第11集 |                                                                         | 遠在天邊的鄰居     | 天城志津子 （聲：皆川純子（日）；石采薇（台））                                                         | 立花今日子 （聲：齋藤貴美子（日）；雷碧文（台））                       | 12月16日       |
| 第12集 |                                                                         | 黑之轍             | 伊藤道郎（委託無效） （聲：稻田徹（日）；劉傑（台））                                             | 龜岡一人（在伊藤打算拉紅繩時死亡） （聲：西村知道（日）；曹冀魯（台）） | 12月23日       |
| 第13集 |                                                                         | V的慘劇            | 久住喜八 （聲：松山鷹志（日）；夏治世（台））                                                     | 牧村達彦 （聲：安元洋貴（日）；夏治世（台））                           | 2007年 1月6日  |
| 第14集 |                                                                         | 寂靜的湖畔         | 紅林拓真（取消委託） （聲：藤村步（日）；（台）） 吉崎沙耶香 （聲：松浦千惠（日）；鄭仁君（台）） | 柿沼敏也 （聲：古澤徹（日）；曹冀魯（台））                             | 1月13日        |
| 第15集 |                                                                         | 為了這個國家       | 菅野春美 （聲：玉川紗己子（日）；鄭仁君（台））                                                   | 菅野郁志 （聲：立木文彥（日）；夏治世（台））                           | 1月20日        |
| 第16集 |                                                                         | 惡女志願           | 邊見蘭（委託後死亡） （聲：金月真美（日）；雷碧文（台））                                         | 上月松 （聲：吉田美保（日）；石采薇（台））                                   | 1月27日        |
| 第17集 |                                                                         | 沉默的目光         | 千脇寧寧（沒有拉紅繩） （聲：間宮久留美（日）；雷碧文（台））                                     | 千脇穗波（自殺） （聲：岩男潤子（日）；鄭仁君（台））                   | 2月3日         |
| 第18集 |                                                                         | 那個人的記錄       | 武田公平 （聲：島香裕（日）；劉傑（台））                                                         | 武田美千代 （聲：澤田敏子（日）；石采薇（台））                               | 2月10日        |
| 第19集 |                                                                         | 溫泉地獄旅館       | 湯元百合江 （聲：野上尤加奈（日）；鄭仁君（台））                                                 | 藍田伊知子 （聲：水澤史繪（日）；馮嘉德（台））                         | 2月17日        |
| 第19集 | （被取消婚事之女子，伊知子的祖先） （聲：水澤史繪（日）；馮嘉德（台）） | 溫泉地獄旅館       | 嘉平（百合江的祖先） （聲：河本邦弘（日）；劉傑（台））                                           |                                                                         | 2月17日        |
| 第20集 |                                                                         | 少女的相簿         | 森內樹里（委託後死亡） （聲：喜多村英梨（日）；雷碧文（台））                                     | 藤卷真里（自願死亡） （聲：豬口有佳（日）；馮嘉德（台））               | 2月24日        |
| 第21集 |                                                                         | 輕飄飄的紙氣球     | 來生洋子 （聲：成田紗矢香（日）；雷碧文（台））                                                   | 都丸誠 （聲：寺島拓篤（日）；劉傑（台））                               | 3月3日         |
| 第22集 |                                                                         | 憧憬               | 蓮江美鈴 （聲：鵜飼留美子（日）；鄭仁君（台））                                                   | 水谷芹 （聲：清水香里（日）；雷碧文（台））                             | 3月10日        |
| 第23集 |                                                                         | 不信               | 內藤源造 （聲：宗矢樹賴（日）；曹冀魯（台））                                                     | 小牧公彥 （聲：園部好德（日）；劉傑（台））                             | 3月17日        |
| 第23集 | 小牧聰子 （聲：AKIKO（日）；鄭仁君（台））                              | 不信               | 內藤源造 （聲：宗矢樹賴（日）；曹冀魯（台））                                                     |                                                                         | 3月17日        |
| 第24集 |                                                                         | 連鎖               | 丸山貴美子 （聲：小野涼子（日）；雷碧文（台））                                                   | 丸山將司 （聲：鶴岡聰（日）；劉傑（台））                               | 3月24日        |
| 第24集 | 尾崎温子 （聲：宇乃音亞季（日）；雷碧文（台））                         | 連鎖               | 尾崎茂樹 （聲：伊丸岡篤（日）；康殿宏（台））                                                     |                                                                         | 3月24日        |
| 第24集 | 横峰繪里子 （聲：木川繪理子（日）；馮嘉德（台））                         | 連鎖               | 尾崎温子 （聲：宇乃音亞季（日）；雷碧文（台））                                                   |                                                                         | 3月24日        |
| 第24集 | 宮里祐里 （聲：笹森亞季（日））                                         | 連鎖               | 尾崎温子 （聲：宇乃音亞季（日））                                                                 |                                                                         | 3月24日        |
| 第24集 | 請注意：本集委託人及受詛人的人數各有12至21名，故此未能盡錄。            | 連鎖               |                                                                                                   |                                                                         | 3月24日        |
| 第25集 |                                                                         | 徬徨               | 亞佐美 （聲：松浦千惠（日）；董錦萍（台））                                                       | 中島幸惠 （聲：宇乃音亞季（日）；雷碧文（台））                         | 3月31日        |
| 第25集 | 蓮江保晴 （聲：河本邦弘（日）；曹冀魯（台））                           | 徬徨               | 飯合誠一 （聲：日野聰（日）；劉傑（台））                                                         |                                                                         | 3月31日        |
| 第26集 |                                                                         | 藍染               | 飯合螢 （聲：大浦冬華（日）；馮嘉德（台））                                                       | 紅林拓真（沒有送往地獄） （聲：藤村步（日）；（台））                   | 4月7日         |

## 地獄少女 三鼎
| 集數   | 原文標題                                               | 中文標題                 | 委託人                                          | 受詛人                                                                                       | 播放日期       |
| ------ | ------------------------------------------------------ | ------------------------ | ----------------------------------------------- | -------------------------------------------------------------------------------------------- | -------------- |
| 第1集  |                                                        | 被奪走的少女             | 平石逸子 （聲：豐崎愛生（日）；黃珽筠（台））   | 丹下英人 （聲：石川英郎（日）；曹冀魯（台））                                                | 2008年 10月4日 |
| 第2集  |                                                        | 籠中鳥                   | 北山明 （聲：笹川麗子（日）；石采薇（台））           | 山岡誠次 （聲：加瀨康之（日）；劉傑（台））                                                  | 10月11日       |
| 第3集  |                                                        | 腐爛的果實               | 百田昌子 （聲：今井麻美（日）；雷碧文（台））   | 森山純 （聲：高垣彩陽（日）；黃珽筠（台））                                                  | 10月18日       |
| 第4集  |                                                        | 大哥                     | 湯川猛 （聲：保志總一朗（日）；蔣鐵城（台））   | 仁志田晉 （聲：高橋廣樹（日）；曹冀魯（台））                                                | 10月25日       |
| 第5集  |                                                        | 空蟬                     | 新山美和 （聲：小林沙苗（日）；黃珽筠（台））   | 片瀬利利香 （聲：矢作紗友里（日）；雷碧文（台））                                            | 11月1日        |
| 第6集  |                                                        | 我的老師                 | 芹澤夕菜 （聲：高本惠（日）；雷碧文（台））     | 石元蓮（一目連）（沒有接受） （聲：松風雅也（日）；劉傑（台））                              | 11月8日        |
| 第6集  | 諸星綺羅 （聲：高橋智秋（日）；黃珽筠（台））          | 我的老師                 | 芹澤夕菜 （聲：高本惠（日）；雷碧文（台））     |                                                                                              | 11月8日        |
| 第7集  |                                                        | 騙子                     | 犬尾篤志 （聲：水島大宙（日）；劉傑（台））     | 鷲巢貴輝 （聲：白石稔（日）；蔣鐵城（台））                                                  | 11月15日       |
| 第8集  |                                                        | 鄰居                     | 初見美緒衣 （聲：後藤邑子（日）；黃珽筠（台）） | 新谷滿 （聲：一龍斎貞友（日）；鄭仁君（台））                                                | 11月22日       |
| 第9集  |                                                        | 失散的神靈               | 稻生楓 （聲：佐佐木望（日）；黃珽筠（台））     | 男大學生 （無配音）                                                                          | 11月29日       |
| 第10集 |                                                        | 鏡中的金魚               | 市村和也 （聲：三瓶由布子（日）；雷碧文（台）） | 齊藤幸廣 （聲：川田紳司（日）；劉傑（台））                                                  | 12月6日        |
| 第11集 |                                                        | 滲透之頁                 | 上坂六郎 （聲：千葉進步（日）；曹冀魯（台））   | 中山仁一 （聲：遠藤大輔（日）；劉傑（台））                                                  | 12月13日       |
| 第11集 | 淺羽須美 （聲：增田由紀（日）；黃珽筠（台））          | 滲透之頁                 | 三枝健吾 （聲：伊丸岡篤（日）；曹冀魯（台））   |                                                                                              | 12月13日       |
| 第11集 | 道生由比 （聲：升望（日）；雷碧文（台））              | 滲透之頁                 | 越智浩人 （聲：野村勝人（日）；林美秀（台））   |                                                                                              | 12月13日       |
| 第11集 | 越智子 （無配音）                                      | 滲透之頁                 | 上坂六郎 （聲：千葉進步（日）；曹冀魯（台））   |                                                                                              | 12月13日       |
| 第12集 |                                                        | 仲夏的畫布               | 篠山心 （聲：廣田詩夢（日）；林美秀（台））     | 乃村信夫 （聲：山口勝平（日）；蔣鐵城（台））                                                | 12月20日       |
| 第13集 |                                                        | 六文燈籠                 | 真山梓 （聲：柚木涼香（日）；鄭仁君（台））     | 高杉秋恵 （聲：沖佳苗（日）；石采薇（台））                                                        | 12月27日       |
| 第14集 |                                                        | 怨恨的街角               | 柏木秀美 （聲：戶松遙（日））                   | 都筑欣也 （聲：中井和哉（日）；蔣鐵城（台））                                                | 2009年 1月10日 |
| 第15集 |                                                        | 兔與龜                   | 篠原兔 （聲：釘宮理惠（日）；雷碧文（台））     | 篠原美知人 （青年聲：疋田高志（日）；劉傑（台）） （童年聲：疋田高志（日）；林美秀（台））   | 1月17日        |
| 第16集 |                                                        | 誘惑的陷阱               | 名和章宏 （聲：杉田智和（日）；劉傑（台））     | 中島公司 （聲：金野潤（日）；蔣鐵城（台））                                                  | 1月24日        |
| 第16集 | 宮嶋幸 （聲：桑谷夏子（日）；石采薇（台））                  | 誘惑的陷阱               | 名和章宏 （聲：杉田智和（日）；劉傑（台））     |                                                                                              | 1月24日        |
| 第17集 |                                                        | 稻草之中                 | 芦谷富士子 （聲：藤田淑子（日）；鄭仁君（台）） | 芦谷利三郎 （老年聲：大木民夫（日）；曹冀魯（台）） （壯年聲：濱田賢二（日）；曹冀魯（台）） | 1月31日        |
| 第18集 |                                                        | Special Radio (特別廣播) | 濱野知里子 （聲：悠木碧（日）；石采薇（台））           | 志村要 （聲：壽美菜子（日）；林美秀（台））                                                  | 2月7日         |
| 第19集 |                                                        | 雪月花                   | 百鬼花緒里 （聲：大浦冬華（日）；黃珽筠（台））   | 黒塚雪奈 （聲：鍋井真紀子（日）；石采薇（台））                                                    | 2月14日        |
| 第20集 |                                                        | 地獄博士 對 地獄少女     | 溝呂木省吾 （聲：岸野一彦（日）；劉傑（台））   | 柴田鶇（沒有解開繩子） （聲：水樹奈奈（日）；石采薇（台））                                        | 2月21日        |
| 第20集 | 桔梗信治 （聲：太田哲治（日）；曹冀魯（台））          | 地獄博士 對 地獄少女     | 溝呂木省吾 （聲：岸野一彦（日）；劉傑（台））   |                                                                                              | 2月21日        |
| 第21集 |                                                        | 背後的真相               | 菊池海斗 （聲：大谷育江（日）；雷碧文（台））   | 菊池真央 （無配音）                                                                          | 2月28日        |
| 第22集 |                                                        | 華與月                   | 美園結香 （聲：加藤夏希（日）；（台））         | 美園純香 （聲：加藤夏希（日）；（台））                                                      | 3月7日         |
| 第22集 | 此為官網正式資料，本集沒有明確說明委託人和受詛人身份。 | 華與月                   |                                                 |                                                                                              | 3月7日         |
| 第23集 |                                                        | 黃昏下的斜坡             | 水原文男 （聲：阪口大助（日）；鄭仁君（台））   | 松田友秀 （聲：間島淳司（日）；劉傑（台））                                                  | 3月14日        |
| 第24集 |                                                        | 蜉蝣                     | 無                                              | 無                                                                                           | 3月21日        |
| 第25集 |                                                        | 柚木                     | 無                                              | 無                                                                                           | 3月28日        |
| 第26集 |                                                        | 靈魂的軌跡               | 高杉憲久 （聲：銀河萬丈（日）；曹冀魯（台））   | 真山梓（放棄流放） （聲：柚木涼香（日）；鄭仁君（台））                                      | 4月4日。       |
| 第26集 | 晴子 （聲：定岡小百合（日）；雷碧文（台））            | 靈魂的軌跡               | 真山梓 （聲：柚木涼香（日）；鄭仁君（台））     |                                                                                              | 4月4日。       |

## 地獄少女 宵伽
| 集數   | 標題                                        | 中文標題           | 委託人                                                  | 受詛人                                                                | 播放日期       |
| ------ | ------------------------------------------- | ------------------ | ------------------------------------------------------- | --------------------------------------------------------------------- | -------------- |
| 第1集  |                                             | 看不見 聽不見      | 真山静香 （聲：金元寿子（日）；陳筱寧（台））           | 湯川麻子 （聲：上坂堇（日））                                         | 2017年 7月15日 |
| 第2集  |                                             | 非你不可           | 馬卡龍・奈奈子 （聲：山村響（日）；鄭仁君（台））       | 義式冰淇淋・春 （聲：佐藤美由希（日）；林美秀（台））                 | 7月22日        |
| 第3集  |                                             | 何時何人           | 長田司織 （聲：仲村香織（日）；陳筱寧（台））           | 長田トシ （聲：本山可久子（日）；鄭仁君（台））                       | 7月29日        |
| 第3集  | 長田亞希良 （聲：山谷祥生（日）；石采薇（台））   | 何時何人           | 永山義則 （聲：朗斯貝裡·亞瑟（日）；何志威（台））      |                                                                       | 7月29日        |
| 第3集  | 三上敏夫 （聲：堀江瞬（日）；劉傑（台））   | 何時何人           | 長田亞須加 （聲：東城日沙子（日）；林美秀（台））       |                                                                       | 7月29日        |
| 第4集  |                                             | 將我深埋           | 窪田櫻 （聲：高橋ひろ子（日）；林美秀（台））           | 矢野原冴子 （聲：井上喜久子（日）；鄭仁君（台））                     | 8月5日         |
| 第5集  |                                             | 耳聞風之歌         | 勝澤智也之母 （無配音）                                 | 風間理史（放棄流放） （聲：湯淺楓（日）；石采薇（台））                     | 8月12日        |
| 第6集  |                                             | 織緞               | 藍原唯 （聲：種崎敦美（日）；鄭仁君（台））             | 木暮和臣 （聲：濱田賢二（日）；劉傑（台））                           | 8月19日        |
| 第6集  | 吉岡哲哉 （聲：近藤隆（日）；曹冀魯（台）） | 織緞               | 鈴村 （聲：龜山雄慈（日）；林正騏（台））               |                                                                       | 8月19日        |
| 第7集  | 回顧録～                                    | 回顧録～污穢的土墩 | 岩下大輔 （声：羽多野涉（日）；何志威（台））           | 花笠守 （声：杉山紀彰（日）；劉傑（台））                             | 8月26日        |
| 第8集  | 回顧録～                                    | 回顧録～下午的窗戶 | 安田遥 （声：齋藤千和（日）；陳筱寧（台））             | 戶高奈美子 （声：篠原惠美（日）石采薇（台））                               | 9月2日         |
| 第9集  | 回顧録～                                    | 回顧録～四散的碎片 | 澤井茜 （声：田中理惠（日）；鄭仁君（台））             | 深澤芳樹 （声：千葉進步（日）；何志威（台））                         | 9月9日         |
| 第10集 | 回顧録～                                    | 回顧録～黑之轍     | 伊藤道郎（委託無效） （聲：稻田徹（日）；林正騏（台）） | 龜岡一人（在伊藤打算拉紅繩時死亡） （聲：西村知道（日）；劉傑（台）） | 9月16日        |
| 第11集 | 回顧録～                                    | 回顧録～籠中鳥     | 北山明 （聲：笹川麗子（日）；鄭仁君（台））             | 山岡誠次 （聲：加瀨康之（日）；何志威（台））                         | 9月23日        |
| 第12集 | 回顧録～                                    | 回顧録～失散的神靈 | 稻生楓 （聲：佐佐木望（日）；陳筱寧（台））             | 男大學生 （無配音）                                                   | 9月30日        |

## 播放電視台
日本深夜動畫：下文記載的日本国内播放時間使用日本標準時間（UTC+9）表示。因為部分時間标识會採用30小时制，因此請留意这类超过24:00的时间，其實際播放時間為翌日清晨。
地獄少女
| 電視台       | 播放期間                      | 播放時間（UTC+9）                                       | 備註                                       |
| ------------ | ----------------------------- | ------------------------------------------------------- | ------------------------------------------ |
| 東京MX電視台 | 2005年10月8日 ～2006年4月22日 | 星期六 17時00分～17時30分                               |                                            |
| 每日放送     | 2005年10月8日 ～2006年4月8日  | 星期六 25時55分～26時25分 （星期日 1時55分～2時25分）   | 「Anime Shower」時段內 （以16比9尺寸播放） |
| Kids Station | 2005年10月4日 ～2006年4月4日  | 星期二 24時00分～24時30分 （星期三 00時00分～00時30分） | 有重播                                     |
| Animax       | 2005年10月7日 ～2006年4月7日  | 星期五 22時30分～23時00分                               | 有重播                                     |

地獄少女 二籠
| 電視台       | 播放期間                      | 播放時間（UTC+9）                                       | 備註                                                               |
| ------------ | ----------------------------- | ------------------------------------------------------- | ------------------------------------------------------------------ |
| 東京MX電視台 | 2006年10月7日～2007年4月7日   | 星期六 22時00分～22時30分                               | 於翌週星期六 17時00分～17時30分有重播 （第6集開始以16比9尺寸播放） |
| 每日放送     | 2006年10月7日～2007年4月7日   | 星期六 25時55分～26時25分 （星期日 1時55分～2時25分）   | 「Anime Shower」時段內 （以16比9尺寸播放）                         |
| 中部日本放送 | 2006年10月12日～2007年4月19日 | 星期六 27時20分～27時50分 （星期日 3時20分～3時50分）   |                                                                    |
| Animax       | 2006年10月7日～2007年4月7日   | 星期六 19時30分～20時00分                               | 有重播                                                             |
| Kids Station | 2006年10月10日～2007年4月10日 | 星期二 24時00分～24時30分 （星期三 00時00分～00時30分） | 有重播                                                             |

地獄少女 三鼎
| 電視台                     | 播放期間                      | 播放時間（UTC+9）                                     | 備註                                                      |
| -------------------------- | ----------------------------- | ----------------------------------------------------- | --------------------------------------------------------- |
| 東京MX電視台（製作幹事局） | 2008年10月4日～2009年4月4日   | 星期六 17時00分～17時30分                             | 於翌週星期三 23時30分～24時00分有重播                     |
| 每日放送                   | 2008年10月4日～2009年4月4日   | 星期六 25時25分～26時55分 （星期日 1時25分～2時55分） | 「Anime Shower」時段內                                    |
| TVQ九州放送                | 2008年10月8日～2009年4月8日   | 星期三 25時38分～26時08分 （星期四 1時38分～2時08分） |                                                           |
| 中部日本放送               | 2008年10月9日～2009年4月9日   | 星期四 26時00分～26時30分 （星期五 2時00分～2時30分） |                                                           |
| Animax                     | 2008年10月22日～2009年4月22日 | 星期三 18時30分～19時00分                             | 於當日 22時30分～23時00分和 星期四 7時30分～8時00分有重播 |
| BIGLOBE                    | 2008年10月7日～2009年4月7日   | 星期二 更新                                           | 免費提供一個星期                                          |

## 外部連結
- （日語）官方每集介紹（页面存档备份，存于）
- （日語）每集聲優（页面存档备份，存于）